# Necdet Yaşar
 (octobre 2024).
La mise en forme du texte ne suit pas les recommandations de Wikipédia : il faut le « wikifier ».
Les points d'amélioration suivants sont les cas les plus fréquents. Le détail des points à revoir est peut-être précisé sur la page de discussion.
- Les titres sont pré-formatés par le logiciel. Ils ne sont ni en capitales, ni en gras.
- Le texte ne doit pas être écrit en capitales (les noms de famille non plus), ni en gras, ni en italique, ni en « petit »…
- Le gras n'est utilisé que pour surligner le titre de l'article dans l'introduction, une seule fois.
- L'italique est rarement utilisé : mots en langue étrangère, titres d'œuvres, noms de bateaux, etc.
- Les citations ne sont pas en italique mais en corps de texte normal. Elles sont entourées par des guillemets français : « et ».
- Les listes à puces sont à éviter, des paragraphes rédigés étant largement préférés. Les tableaux sont à réserver à la présentation de données structurées (résultats, etc.).
- Les appels de note de bas de page (petits chiffres en exposant, introduits par l'outil «  Source ») sont à placer entre la fin de phrase et le point final[comme ça].
- Les liens internes (vers d'autres articles de Wikipédia) sont à choisir avec parcimonie. Créez des liens vers des articles approfondissant le sujet. Les termes génériques sans rapport avec le sujet sont à éviter, ainsi que les répétitions de liens vers un même terme.
- Les liens externes sont à placer uniquement dans une section « Liens externes », à la fin de l'article. Ces liens sont à choisir avec parcimonie suivant les règles définies. Si un lien sert de source à l'article, son insertion dans le texte est à faire par les notes de bas de page.
- La présentation des références doit suivre les conventions bibliographiques. Il est recommandé d'utiliser les modèles {{Ouvrage}}, {{Chapitre}}, {{Article}}, {{Lien web}} et/ou {{Bibliographie}}. Le mode d'édition visuel peut mettre en forme automatiquement les références.
- Insérer une infobox (cadre d'informations à droite) n'est pas obligatoire pour parachever la mise en page.

Pour une aide détaillée, merci de consulter Aide:Wikification.
Si vous pensez que ces points ont été résolus, vous pouvez retirer ce bandeau et améliorer la mise en forme d'un autre article.
Necdet Yaşar (1930 à Nizip, Gaziantep - 24 octobre 2017) est un compositeur et interprète de musique classique turque, joueur de tanbur.
Il travaille à la Radio d'Istanbul de 1953 et 1980 et reçoit le titre d'Artiste national en 1991. Il est le fondateur de l'Ensemble national de musique turque d'Istanbul.
Connu pour avoir introduit une nouvelle technique de jeu du tanbur permettant d'utiliser l'instrument à pleine capacité, il donne des concerts et dirige des ateliers dans de nombreux pays du monde.
Après les années 1950, il devient l'un des plus éminents représentants du renouveau du tanbur, impulsé des décennies auparavant par le célèbre maître Tamburi Cemil Bey et son fils Mesut Cemil. Cet héritage reste vivace sur la scène musicale classique turque aujourd'hui.
Dans les années 1960, il forme un duo emblématique avec le joueur de ney Niyazi Sayın.

## Biographie
Né à Nizip en 1930, il s'intéresse à la musique grâce à son père, qui travaillait comme greffier et avocat au palais de justice et possédait une grande collection de disques,. Dans son enfance, il écoute Aşık Veysel et commence à jouer du baglama.
Après avoir écouté Mesut Cemil jouer du tanbur, il se tourne vers cet instrument à l'âge de vingt ans. Il fait ses études à la Faculté d'économie de l'Université d'Istanbul. Durant ses années d'étudiant, il accompagne au tanbur les activités et concerts du chœur universitaire dirigée par Nevzat Atlığ. Il obtient son diplôme universitaire en 1953. La même année, il entre à la Radio d'Istanbul sur recommandation de Mesut Cemil, qui a beaucoup apprécie son taksim lors d'une diffusion radio d'un concert du chœur universitaire. Il intègre alors au tanbur le Chœur classique dirigé par Mesut Cemil. Il travaillera à la radio d'Istanbul pendant 27 ans, jusqu'en 1980.
En 1958, il rejoint le groupe du Conservatoire municipal d'Istanbul sous la direction de Münir Nurettin Selçuk en tant que joueur de tanbur. Avec cet ensemble, il joue du tanbur dans les célèbres concerts organisés au cinéma Şan jusqu'en 1976. En 1976, il rejoint le Chœur national de musique classique turque d’Istanbul, qu'il quitte ensuite en 1983.
Ses concerts en duo avec le joueur de ney Niyazi Sayın dans les années 1960 marquent un tournant dans l'histoire de la musique classique instrumentale turque. Le duo interprète un répertoire composé uniquement de pièces instrumentales : des pièces instrumentales originelles, auquel il ajoute quelques adaptations instrumentales d'œuvres conçues pour la voix, comme par exemple des passages du rituel soufi mevlevî. C'est à partir du travail de ces deux musiciens, connus pour être "maîtres abolus de leurs instruments", que la pratique du taksim commun (müşterek taksim ou ortaklaşa taksim, plus rarement beraber taksim) se généralisera dans les ensembles de musique classique turque.
Necdet Yaşar donne des cours de tanbur à l'Université de Washington à Seattle, aux États-Unis, au cours des années universitaires 1972-1973 et 1980- 1981. Durant ces cours, il a enseigne le système modal du makam turc, ses intervalles et ses différents styles.
Lors de son séjour aux États-Unis, avec l'ethnomusicologue américain Karl Signell, il analyse électroniquement certains des intervalles importants utilisés dans la musique turque. Il effectue des mesures sur les frettes utilisées comme dièse ou bémol dans chaque intervalle complet, mesurant une valeur d'environ 2,5 coma. Les résultats de cette étude sont publiés dans l'ouvrage de Karl L. Signell Makam: Modal Practice In Turkish Art Music (Asian Music Publications, Seattle, Washington, 1977).
Il est invité comme tanburi à des congrès internationaux de musicologie auxquels participent de nombreux experts : à l'Université de Toronto en 1972, à Séoul en 1981, à l'Université de Durham en Angleterre en 1982, à l'Université Columbia à New York en 1983 et à Hong Kong en 1988. Donnant de nombreux des concerts et faisant connaître la musique turque lors de ces congrès, il gagne la reconnaissance des plus grandes autorités musicales. Par la suite, il fondera de petits groupes musicaux appelés « Necdet Yaşar Ensemble », avec lesquels il se produira dans de nombreuses universités et centres culturels aux quatre coins du monde.
En 1987, il fonde l'Ensemble national de musique turque d'Istanbul, affilié au ministère de la Culture, et en assure la direction artistique. Jusqu'à sa retraite fin 1995, il participera à des concerts et récitals dans de nombreux pays, en solo comme accompagné d'autres musiciens et chanteurs.
En 1991, le Ministère de la Culture lui attribue le titre d'Artiste national. En 2009, il reçoit le Grand Prix de la Culture et des Arts du Ministère de la Culture et du Tourisme.
Il décède le 24 octobre 2017 à Istanbul.

## Réferences
1. ↑  (tr) « Tanburi Necdet Yaşar vefat etti » [« Décès du tanburi Necdet Yaşar »] [archive du 25 octobre 2017], Anadolu Ajansı web sitesi 24 Ekim 2017 (consulté le 31 octobre 2017)
2. ↑  (tr) Yılmaz, Nebahat Konu, « Tamburi Cemil Ekolünün Son Temsilcisi: Necdet Yaşar » [« Necdet Yaşar, le dernier représentant de l'école de Tamburi Cemil »] [archive du 4 novembre 2017], sur fikircografyasi.com (consulté le 24 octobre 2017)
3. 1 2  (tr) « Tanburi Necdet Yaşar » [« Le tanburi Necdet Yaşar »] [archive du 4 novembre 2017], http://www.gaziantepturizm.gov.t, Gaziantep İl Kültür Turizm Müdürlüğü web sitesi (consulté le 31 octobre 2017)
4. ↑  (tr) Yılmaz, Nebahat Konu, « Tamburi Cemil Ekolünün Son Temsilcisi: Necdet Yaşar » [« Necdet Yaşar, le dernier représentant de l'école de Tamburi Cemil »] [archive du 4 novembre 2017], sur fikircografyasi.com (consulté le 24 octobre 2017)
5. ↑  (tr) Kalan Müzik, « Album »
6. ↑  (en) Karl L. Signell, « Makam : modal practice in Turkish art music » [« Makam : la pratique modale dans la musique classique turque »], 1977
7. ↑  (tr) « Tarihçe » [« Historique »] [archive du 3 février 2017], İstanbul Devlet Türk Müziği Topluluğu web sitesi (consulté le 31 octobre 2017)
8. ↑  (tr) « 2009 yılı "Kültür ve Sanat Büyük Ödülü" Neyzen Niyazi Sayın ve Tanburi Necdet Yaşar'ın » [« Le "Grand Prix de la Culture et de l'Art" de l'année 2009 attribué à Neyzen Niyazi Sayın et Tanburi Necdet Yaşar »] [archive du 6 juin 2017], Musikidergisi. net sitesi (consulté le 27 octobre 2017)